# Tătărăni (gmina)
Tătărăni – gmina w Rumunii, w okręgu Vaslui. Obejmuje miejscowości Bălțați, Crăsnășeni, Giurgești, Leoști, Manțu, Stroiești, Tătărăni, Valea lui Bosie i Valea Seacă. W 2011 roku liczyła 2171 mieszkańców.